# Lapale
Lapale is een bestuurslaag in het regentschap West-Soemba van de provincie Oost-Nusa Tenggara, Indonesië. Lapale telt 649 inwoners (volkstelling 2010).